# Lescure-Jaoul

Lescure-Jaoul este o comună în departamentul Aveyron din sudul Franței. În 1 ianuarie 2022 avea o populație de 222 de locuitori.